# Ernst Heinrich Friedrich Meyer
Ernst Heinrich Friedrich Meyer (ur. 1 stycznia 1791 w Hanowerze, zm. 7 sierpnia 1858 w Królewcu) – niemiecki botanik i historyk botaniki, lekarz medycyny.
Wykładał w Getyndze, w 1826 roku został profesorem botaniki na uniwersytecie w Królewcu i dyrektorem Ogrodu Botanicznego. Członek korespondent Galicyjskiego Towarzystwa Gospodarskiego (1858).
Jego botaniczną specjalnością były mchy i sitowate. Pisał także prace z historii botaniki, dotyczące starożytnych autorytetów, takich jak Arystoteles i Teofrast z Eresos, badał początki nowoczesnej botaniki w kontekście renesansowego humanizmu.
Według niektórych historyków podczas pobytu na uniwersytecie w Getyndze poznał Goethego.

## Niektóre z prac
- 1822: Synopsis Juncorum.
- 1823: Synopsis Luzularum.
- 1830: De plantis labradoricis libri tres.
- 1835, 1837: Comentarii de plantis Africae australis.
- 1839: Preußens Pflanzengattungen
- 1854–1857: Geschichte der Botanik, Bornträger Verlag, Königsberg – Übersetzung mit einem Vorwort von Frans Verdoorn: Verlag A. Asher, Amsterdam 1965[2].